# Exil de Mawza

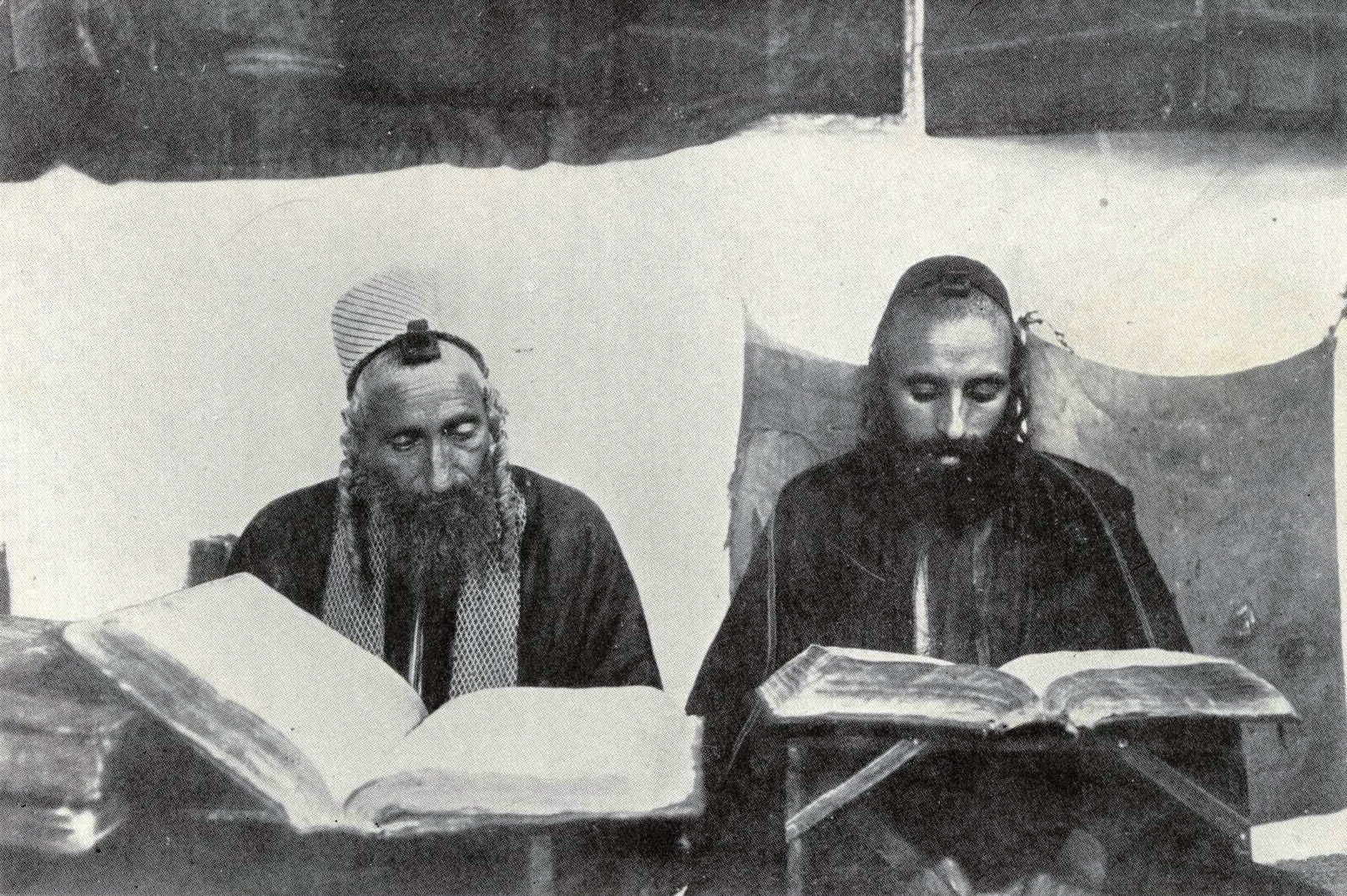
Juifs yéménites de Sanaa, 1907

L'Exil de Mawza (hébreu : גלות מוזע) est un évènement de l'histoire des juifs du Yémen, se déroulant entre 1679 et 1680 et considéré comme l'événement le plus traumatisant vécu collectivement par cette communauté, au cours duquel les Juifs vivant dans presque toutes les villes et localités du Yémen ont été bannis par décret du roi, l'imam Al-Mahdi Ahmad (en), et envoyés dans une région sèche et aride du pays nommée Mawza (en) pour y subir leur sort ou mourir.
Seules quelques communautés, à savoir les habitants juifs vivant dans les quartiers les plus orientaux du Yémen (Nihm (en), al-Jawf et Khwlan (en) de l'est) ont été épargnées grâce à leurs protecteurs arabes qui ont refusé d'obéir aux ordres du roi. Beaucoup mourront en chemin et pendant leur confinement dans les conditions chaudes et arides de ce terrain hostile. Après un an d'exil, les exilés sont rappelés pour accomplir leurs tâches et travaux habituels pour les populations arabes indigènes, qui avaient été privées de biens et de services à cause de leur exil.

## Contexte historique

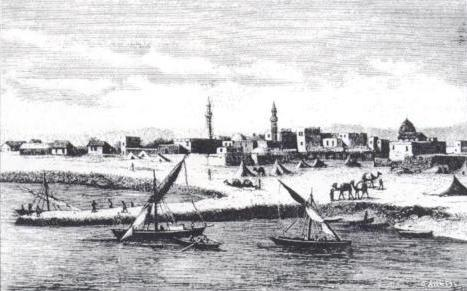
Port et front de mer de Zeila

Avec l'ascension au pouvoir de l'imam Qāsimīd, Al-Mutawakkil Isma'il (en) (1644–1676), il y a un tournant crucial dans la condition des Juifs vivant sous le royaume de l'Imamat du Yémen. Il adopte les politiques les plus hostiles envers ses sujets juifs, en partie à cause de l'accusation selon laquelle les Juifs aidaient les Turcs ottomans lors du soulèvement local contre eux. La montée du mouvement shabbataïen au Yémen en 1666 aggrave les problèmes auxquels la communauté est confrontée, remettant en question leur statut de protégés de l'État. Un décret en entraîne un autre. Le roi exige initialement leur conversion à l'islam et, lorsqu'ils refusent, il les fait se tenir au soleil sans vêtements pendant trois jours, suivis de décrets plus sévères.
On dit qu'al-Mutawakkil Isma'il consulte les érudits religieux de l'islam pour déterminer si les lois concernant les Juifs dans la péninsule arabique s'appliquent également au Yémen, citant Mahomet qui aurait dit : « Il ne doit pas y avoir deux religions en Arabie. ». Lorsqu'il est déterminé que ces lois s'appliquent en effet au Yémen, puisque le pays fait partie intégrante de la péninsule arabique, il devient impératif pour les Juifs vivant au Yémen de se convertir à l'islam ou de quitter le pays. Cependant, comme le roi tombe malade et est alité, il n'exécute pas son plan d'expulsion des Juifs de son royaume, mais ordonne à l'héritier de son trône, al-Mahdi Ahmad, de le faire,.
Al-Mahdi Ahmad (en) d'al-Ghirās, également connu sous l'épithète Ṣafī al-Din (littéralement : pureté de la religion), succède à al-Mutawakkil Isma'il, mais perpétue les mêmes hostilités envers ses sujets juifs que celles de son prédécesseur. Tout atteint son apogée entre les années 1677 et 1680, lorsqu'il ordonne la destruction des synagogues à Sanaa et ailleurs. Au début de l'été 1679, il donne un ultimatum à ses sujets juifs : ils ont le choix de se convertir à l'islam, ce qui leur permettrait de rester dans le pays, ou d'être tués par l'épée. Il leur donne trois mois pour décider de ce qu'ils vont faire.
Les paroles du roi provoquent une grande consternation parmi ses sujets juifs au Yémen, qui déclarent immédiatement un temps de jeûne et de prière publics, qu'ils observent jour et nuit. Leur détresse devient rapidement connue des tribus locales yéménites, dont les chefs et les principaux hommes prennent en pitié leur condition et interviennent en leur faveur. Ils se présentent devant le roi et s'enquièrent du décret, insistant sur le fait que les Juifs ont été loyaux envers leur roi et n'ont offensé ni le peuple arabe ni fait quoi que ce soit digne de mort, mais qu'ils devraient seulement être punis légèrement pour leur "obstination" concernant la religion de l'islam. Le roi, acceptant leurs conseils, choisit de ne pas tuer ses sujets juifs, mais décide de les bannir de son royaume. Ils doivent être envoyés à Zeilah, un endroit le long de la côte africaine de la mer Rouge, où ils seraient confinés à vie, ou bien repentis et acceptant les principes de l'islam.

## Sanaa
La communauté juive de Sanaa était concentrée dans le quartier d'al-Sā'ilah, à l'intérieur de la ville fortifiée, en entrant par Bab al-Shaʻub (la porte de Shaʻub) du côté nord de Sanaa. Le grand rabbin de la communauté juive à cette époque était un ancien auquel ils donnaient le titre de prince (nasi), le rabbin Suleiman al-Naqqāsh, tandis que le principal siège d'apprentissage de la ville était sous la tutelle du rabbin et juge, Shelomo ben Saadia al-Manzeli (resh methivta). Les Juifs de Sanaa furent prévenus à la dernière minute des événements à venir. On leur avait conseillé de vendre leurs maisons, champs et vignobles, et que tous les biens qu'ils ne pourraient pas vendre seraient automatiquement confisqués et revenaient au Trésor public (Ar. al-māl), sans compensation.
À la fin de 1679, voyant qu'ils persistaient dans la foi de leurs pères, le roi décida de mettre en œuvre ce qu'il avait déterminé pour eux et émit un décret bannissant tous les Juifs de son royaume vers le poste avancé de la mer Rouge connu sous le nom de Zeilah. Le 2e jour du mois lunaire de Rajab, en l'an 1090 du calendrier hégirien (correspondant au 10 août 1679 du calendrier grégorien), son édit fut mis en vigueur et il ordonna aux Juifs de Sanaa de quitter leurs lieux, mais laissa plus de temps aux gouverneurs provinciaux du Yémen pour commencer l'expulsion de tous les autres Juifs du Yémen vers Zeilah, et ce, dans un délai n'excédant pas douze mois. Les Juifs de Sanaa se mirent alors en route, laissant derrière eux leurs maisons et possessions, plutôt que d'échanger leur religion contre une autre. Ce faisant, ils sanctifièrent le nom de Dieu.
Le rabbin Suleiman al-Naqqāsh, par sa sagesse et son souci de sa communauté, avait pris des dispositions préventives pour la sécurité et le bien-être de la communauté en envoyant des notifications écrites aux communautés juives situées le long de la route, leur demandant de fournir nourriture et assistance à leurs pauvres frères juifs lorsqu'ils passeraient par leurs communautés dans les semaines ou jours à venir. Les soldats du roi furent envoyés pour escorter les exilés jusqu'à leur destination finale, tandis que le roi lui-même avait envoyé des ordres aux gouverneurs des districts périphériques et des lieux par lesquels les exilés juifs devaient passer en route vers Zeila', leur commandant de ne permettre à aucun Juif de rester dans ces villes lorsqu'ils les atteindraient, mais de les faire poursuivre leur voyage.

## Tournant inattendu des événements
Pendant ce temps, alors que des colonnes d'hommes, de femmes et d'enfants avançaient à pied vers le sud avec seulement le strict nécessaire, le long de la route menant de Sanaa à Dhamar, Yarim, Ibb et Ta'izz, les chefs des tribus indigènes sabaéennes, qui avaient été les protecteurs des Juifs, se réunirent à nouveau et pétitionnèrent le roi, al-Mahdi. Cette fois-ci, ils demandèrent au roi d'annuler son ordre d'expulser tous les Juifs vers le poste avancé de Zeila' en mer Rouge et de se contenter de leur bannissement vers la ville côtière de Tihama, Mawza', une ville située à environ 29 kilomètres de Mocha, à vol d'oiseau. La raison de cette demande urgente était que, en prenant en considération leurs difficultés dans une terre désolée, ceux qui survivraient seraient plus enclins à se repentir et à choisir la voie de l'islam. Il serait alors plus facile de les ramener à leurs anciens lieux de résidence. Les notables rappelèrent au roi leur fidélité dans l'exécution de ses ordres. En entendant cela, le roi accepta et envoya des ordres pour que les exilés juifs soient conduits uniquement à Mawza'.
Au moment où les Juifs de Sanaa atteignirent Dhamar, ils avaient déjà été rejoints par les villageois juifs de Siān et Tan'im (situés à environ 15 kilomètres à l'est de Bayt al-Ḥāḍir, au sud-est de Sanaa), tous ces lieux se trouvant dans la périphérie de Sanaa. Les Juifs avaient envoyé quinze lettres au roi à al-Ghirās, lui demandant de leur pardonner toute offense qu'ils auraient pu commettre et de leur permettre de rester dans leurs anciennes habitations, mais aucune de ces lettres ne reçut de réponse.

## Evacuation des Juifs de Dhurān

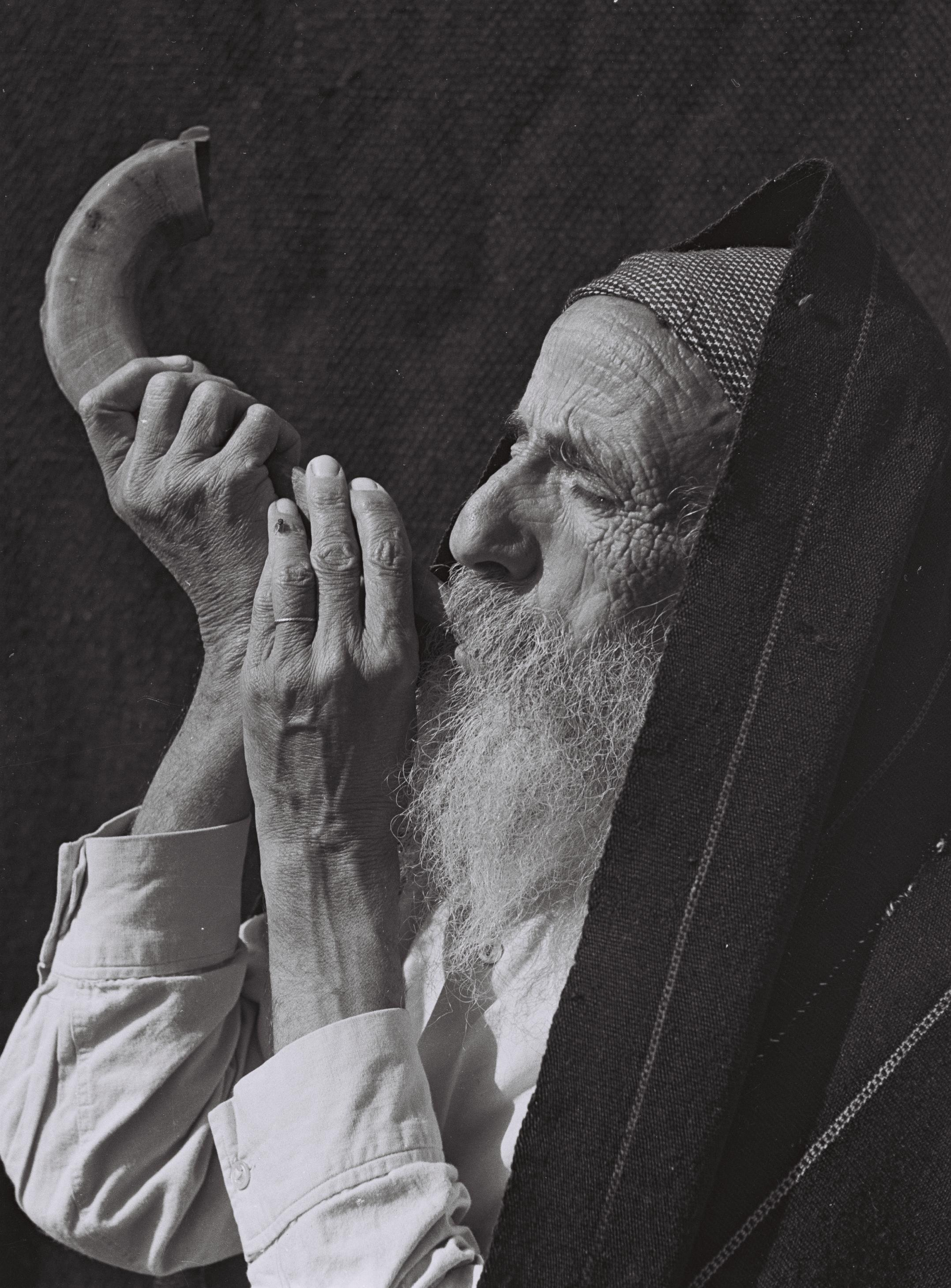
Un Juif yéménite souffle dans le shofar, 1947.

Aux alentours du début de septembre 1679, environ un mois après que les Juifs de Sanaa ont commencé leur marche vers Mawza‛, les Juifs de Dhurān – un village situé à environ trois jours de marche au sud-ouest de Sanaa – ont également été évacués de leur village. Dans une lettre écrite en 1684 à la communauté juive de Hébron, seulement quatre ans après le retour de la communauté à Dhurān, l'auteur décrit les souffrances des Juifs qui ont été forcés de quitter leurs maisons et de se rendre à Mawza‛. Une révélation importante qui émerge de son récit de ces événements est que les Juifs du Yémen avaient tenté d'apaiser la colère du roi en lui versant de grosses sommes d'argent, mais que le roi avait refusé d'accepter cet argent :

« ...À cause de nos nombreuses iniquités, Dieu a suscité l'esprit du roi qui habite dans ce pays pour nous bannir, nous et nos femmes et nos enfants, vers un désert aride, un lieu de serpents et de scorpions et de feu brûlant; la colère nous poursuit, de sorte que s'est accomplie en nous [l'Écriture qui dit]: Et je les amènerai dans le pays de leurs ennemis (Lév. 26:41). Il a détruit nos synagogues et a obscurci la lumière de nos yeux. 'Allez-vous-en! [Vous êtes] impurs!' crient-ils vers nous, tandis que les surveillants se dépêchent, disant: 'Partez d'ici; purifiez-vous!' (Isa. 52:11), et ne prenez pitié d'aucune de vos choses délicieuses, de peur que le roi ne se mette en grande colère contre vous, [et] ne vous tue, vous et vos enfants, vos vieillards et vos jeunes hommes. Maintenant, si vous deviez abandonner votre Dieu en qui vous avez confiance, et entrer dans notre propre religion, il en serait bien pour vous, voyant qu'Il n'est plus avec vous, mais vous a déjà abandonnés entre nos mains; [nous] étant capables de faire de vous ce que nous voulons! ...Maintenant, il n'y a personne pour nous aider, ni des députés ni des ministres, car quand ils ont vu que nous avions livré nos âmes au martyre pour l'amour de son nom, et que nous avions obéi à sa parole et à son discours, ils ont alors conspiré contre nous pour éradiquer notre nom avec une colère féroce. Ils nous ont dit: 'Cette nation méprisée et misérable, ils ont rejeté notre religion (c'est-à-dire l'Islam), alors que ni la largesse, ni la gratuité, n'auraient pu les faire venir.' ...Ils se sont ligués contre nous, eux et leurs rois, leurs serviteurs et servantes, de sorte que de petits bébés crachaient sur celui qui est le plus grand parmi nous. ...Maintenant, Dieu a caché son visage de nous, 'tandis que nous avons tous fané comme une feuille' (Isa. 64:5). Nous sommes allés avec honte et avec reproche, dans la faim et dans la soif, et dans la nudité et dans la privation de toutes choses, vers cet endroit que le roi avait décrété pour nous, car il ne souhaitait pas de l'argent, mais plutôt de voir notre destruction. »

L'auteur poursuit en expliquant que, lorsqu'ils sont arrivés à destination, ils ont pleuré amèrement, car beaucoup d'entre eux étaient morts comme lors d'une peste, et ils étaient incapables de les enterrer à cause de la chaleur accablante. Lorsque certains d'entre eux ont essayé de s'échapper la nuit, environ soixante-dix hommes, le lendemain matin, au lever du soleil, ils ont été frappés par la chaleur intense et y sont morts. L'auteur conclut en disant : "Maintenant, ce décret d'exil a commencé au début de l'année 5440 du calendrier hébraïque (= 1679 CE), et le Dieu béni nous a rachetés à la fin de l'année; le signe étant : 'La punition de ton iniquité est terminée' (Lam. 4:22)." Ici, l'auteur fait un jeu de mots; le mot hébreu pour "terminée" (Hébreu תם) ayant la valeur numérique de 440, correspondant à l'année lorsqu'elle est abrégée sans le millénaire.

## Mawza

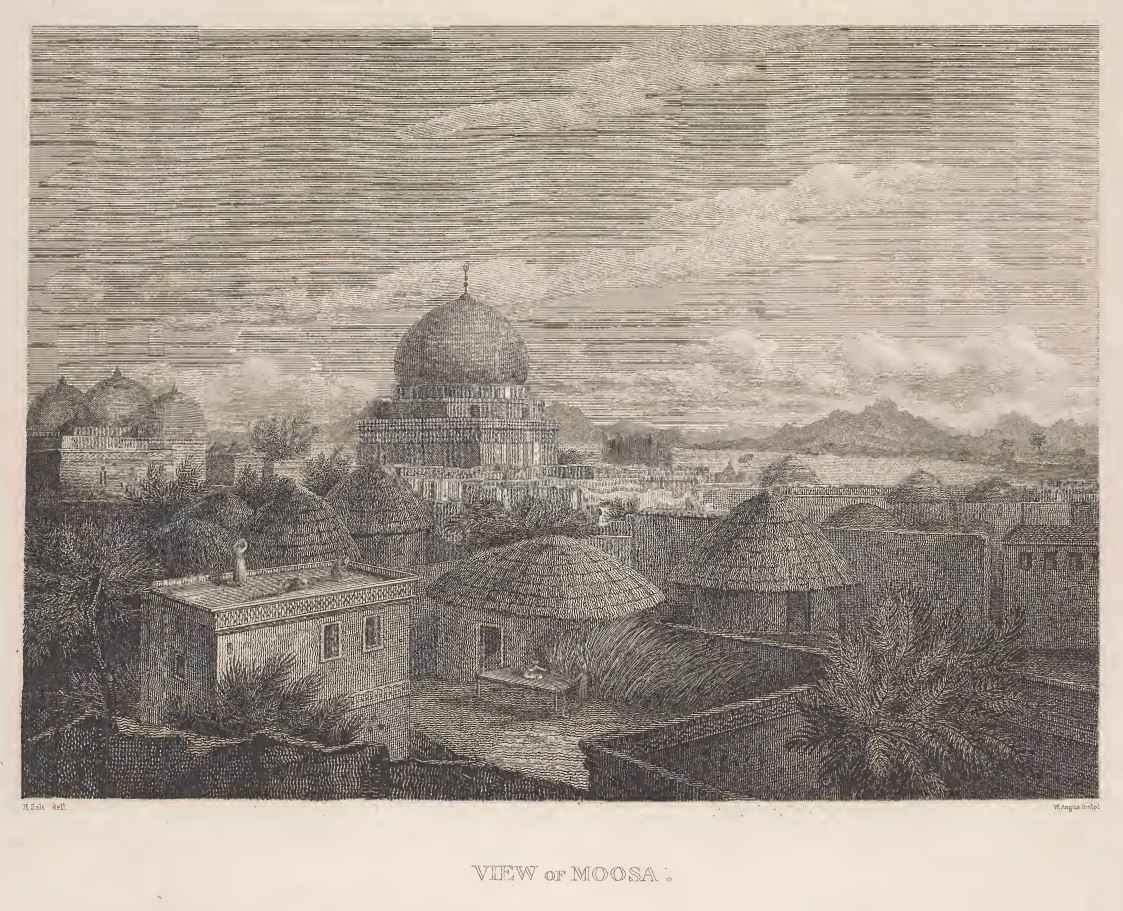
Moosa (Muza) en 1805, d'après une ébauche de Henry Salt

Mawzaʻ est une ville située à onze jours de marche de Sanaa, et à environ 20 kilomètres (12,4 miles) du port de Mokha, dans la plaine côtière de Tihama. Pendant leur longue marche vers Mawzaʻ, les soldats du roi les pressaient. Beaucoup de malades, de personnes âgées et d'enfants moururent en chemin. D'autres succombèrent plus tard aux conditions climatiques difficiles de cet endroit. Tous souffraient de la faim et de la soif. Finalement, la communauté de Sanaa fut rejointe par d'autres communautés juives de tout le Yémen. À Mawzaʻ, ils restèrent une année entière, jusqu'en 1680, lorsque les sujets non juifs du roi commencèrent à se plaindre du manque d'outils agricoles fabriqués exclusivement par les artisans juifs. Le gouverneur d'Amran se rendit personnellement devant le roi avec une pétition pour ramener ses sujets juifs. Le roi acquiesça et envoya des émissaires portant de la nourriture et de l'eau pour les rappeler dans leurs anciennes villes. Certains retournèrent, seulement pour trouver leurs maisons occupées par des usurpateurs. D'autres décidèrent de s'installer ailleurs au Yémen.
Le rabbin Hayyim Hibshush, parlant quelque peu de cette période, écrit : « Pendant toute une année depuis l'émission de ce décret, ils partirent comme des moutons à l'abattoir de tous les districts du Yémen, et il ne resta personne de tous ces districts qui n'allèrent en exil, sauf le district de Nihm à l'est, le district d'al-Jawf, ainsi que le district oriental de Khawlan. »

## Archives historiques

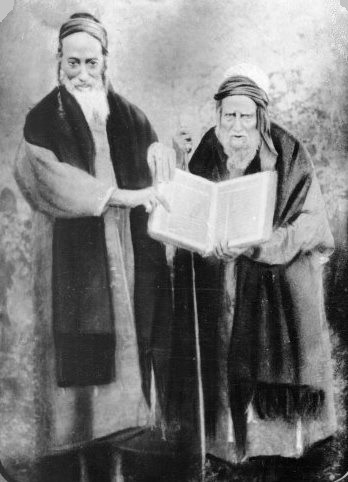
Deux anciens juifs de Sanaa, 1904

Le rabbin Yiḥyah Salaḥ (en) (connu sous le nom de Maharitz) donne un récit des événements poignants vécus par les Juifs de Sanaa dans les années précédant leur expulsion, ainsi que lorsqu'ils ont quitté leur ville, basé sur un document manuscrit préservé et copié par les générations suivantes. Certains ont jugé la somme et la portée de ces événements comme un simple exemple microscopique des souffrances vécues par l'ensemble des habitants juifs, dans chaque ville à travers le Yémen. Ainsi, il donne le récit suivant :

« Dans l'année mille neuf cent quatre-vingt-six de l'ère séleucide (1675 EC), le roi nommé Isma'il est décédé, et une famine s'ensuivit, causant de nombreuses morts. Aḥmad, fils de Ḥasan, régna à sa place, surnommé al-Ḥasni, renversant les Turcs et gouvernant par la force des armes. Il se lança vers le nord, capturant des districts, et atteignit même al-Yāfaʻ [au sud], qu'il conquit. L'année suivante (1676 EC), il détruisit les synagogues des Juifs. Puis, en mille neuf cent quatre-vingt-huit de l'ère séleucide (1677 EC), une famine éclata, suivie l'année suivante (1678 EC) de l'expulsion d'Israël vers le désert de Mawzaʻ, un lieu terriblement chaud et connu pour son air vicié. Les conditions étaient si difficiles que personne ne pouvait avancer à cause de la fatigue et des ampoules aux pieds.
Pendant cette même année, lors de leur départ de Sana'a vers Mawzaʻ, les Juifs confièrent à un gentil plusieurs rouleaux de la Loi, des livres du Talmud, des codex bibliques et de la littérature midrashique, ainsi que plusieurs ouvrages reliés en cuir rédigés de la main des premiers érudits. Ils ne pouvaient pas les transporter en raison de leur encombrement lors de leur expulsion soudaine, eux, leurs femmes et leurs enfants. Pensant pouvoir apaiser le roi et revenir récupérer leurs livres, ils partirent. Mais dès leur départ, cet homme méchant les brûla tous. En une heure, Israël fut appauvri de tout, tant par la perte de livres que par la destruction de leurs propres notes et commentaires. Il ne restait que quelques rouleaux de la Loi et Gemaras, ainsi que d'autres livres pris par les dirigeants pour leurs propres études.
Au cours de cet exil, de sages et pieux hommes périrent en chemin, ainsi que plusieurs familles entières. On raconte qu'environ quatre-vingts âmes moururent en une période courte et lors d'un seul voyage, près du village de Mawzaʻ, à cause de leurs iniquités. Lorsqu'ils atteignirent le village de Mawzaʻ un sabbat, ils lurent le passage biblique de Beḥuḳḳothai (Lév. 26:3-ff.) et un homme parmi eux, le plus grand, se leva pour lire les Reproches. Après avoir terminé, il commença à expliquer que le décret actuel était annoncé depuis longtemps et est même caché dans l'acrostiche à la fin de chaque mot du verset (Lev. 26:41), formant le mot "M'awzaʻ". À la fin de l'année, Dieu prit pitié d'eux, et le roi accepta de ramener les Juifs, mais ne leur permit pas de retourner dans leurs maisons d'origine. Ils durent en construire de nouvelles à l'extérieur de la ville.
Après ces événements, ils se sont installés à l'endroit que le roi leur avait donné, construisant des maisons. Ils nommèrent un Prince (Nagid) sur eux-mêmes, le rabbin et enseignant, Yiḥya Halevi, béni soit son souvenir. »

## Conséquence

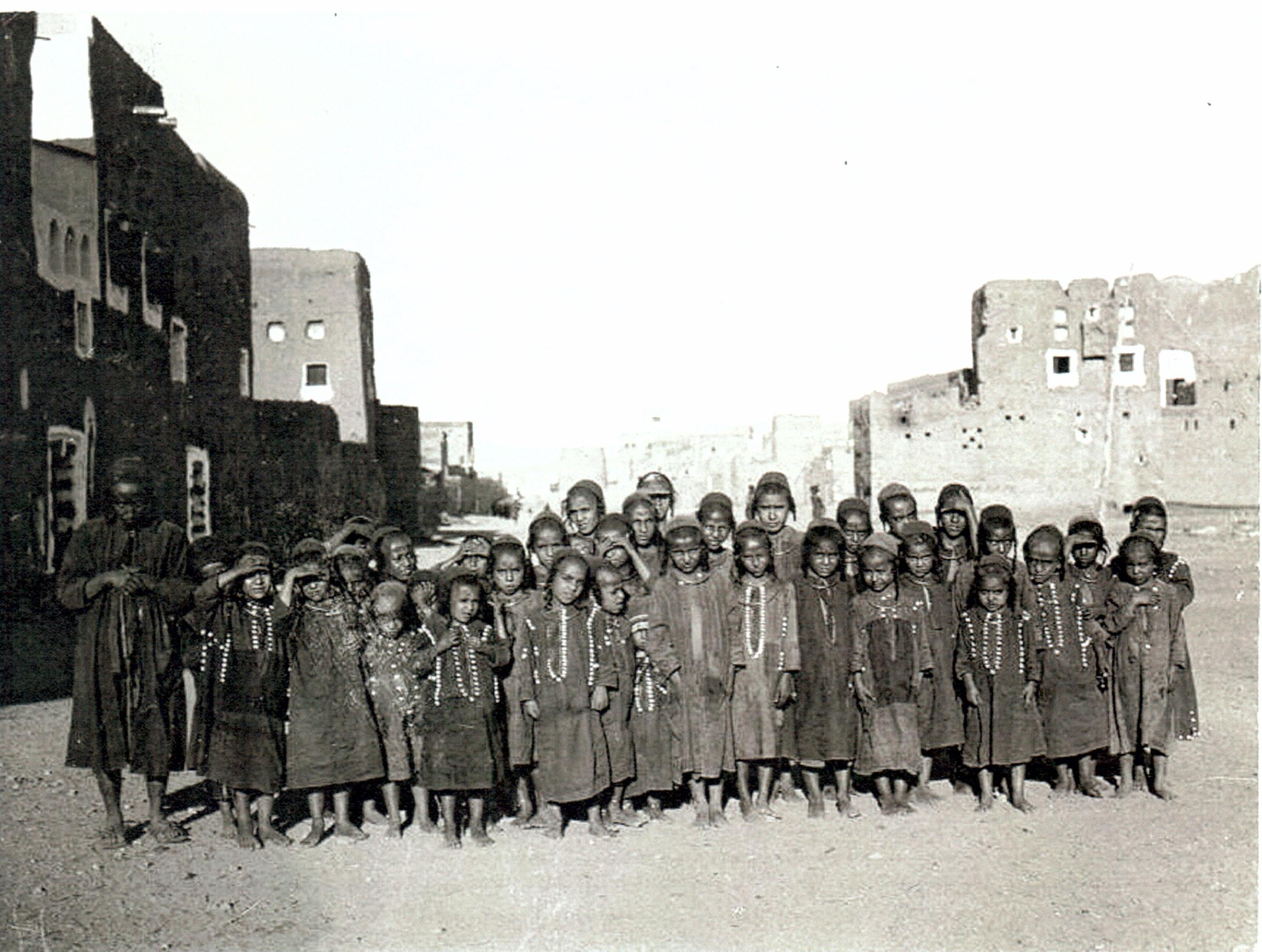
Enfants juifs dans le quartier juif de Sanaa, 1901

Ces Juifs qui ont survécu, ceux qui sont retournés soit à Sanaa soit dans les autres villes et villages, étaient pour la plupart malades à cause de l'exposition aux changements climatiques et à la mauvaise qualité de l'eau potable. À Sanaa, ils ont été contraints de renoncer à leur propriété sur leurs maisons et leurs champs à l'intérieur des murs de la ville, dans le quartier d'al-Sā'ilah, et ont été dirigés pour construire des habitations modestes dans une nouvelle zone en dehors des murs de la ville, dans un endroit alors connu sous le nom de "champ des hyènes" (ar. Qāʻ al-simaʻ), ou ce qui est devenu plus tard connu sous le nom de Qāʻ al-Yahud (le Quartier Juif). Cet endroit a attiré d'autres Juifs migrants des autres villes et villages d'où ils avaient été expulsés et a bientôt grandi pour devenir une banlieue, située à environ un kilomètre au-delà des murs qui existaient alors à l'extrême ouest de la ville. La première synagogue construite à cet endroit était la synagogue Alsheikh, qui abritait les biens les plus précieux : des rouleaux de Torah et de vieux manuscrits écrits à la main. Les maisons juives étaient "basses, rarement plus de deux étages, et construites en briques crues habillées de boue." Aujourd'hui, l'endroit s'appelle Qāʻ al-ʻUlufi (ar. قاع العلفي). Les terrains sur lesquels ils ont construit le nouveau Quartier Juif étaient des terrains fournis par le roi, mais les Juifs ont ensuite été tenus de payer un loyer mensuel pour le terrain, et cet argent a été versé au Waqf musulman (bien immobilier) pour l'entretien de leurs propres lieux de culte. Entre le nouveau Quartier Juif et les murs de la ville se trouvait une banlieue pleine de jardins appelée Bi'r alʻAzab (le Puits des Célibataires), étant autrefois le Quartier Turc. Au fil des années suivantes, le Quartier Juif a également été entouré d'un mur.
À cette époque, les musulmans ont promulgué un nouvel édit interdisant aux Juifs de résider dans les quartiers musulmans, afin de "ne pas souiller leurs habitations", bien qu'ils soient autorisés à travailler dans la ville. Ceux qui se déplaçaient entre le Quartier Juif et la ville le faisaient à pied, tandis que ceux qui étaient âgés ou malades utilisaient des bêtes de somme pour les transporter dans la ville, le Quartier Juif étant alors à une distance d'environ un kilomètre des murs de la ville. Le roi a ensuite promulgué une série de lois discriminatoires (ar. ghiyār) destinées à humilier les Juifs et qui non seulement leur interdisaient de monter sur des ânes et des chevaux, mais aussi de marcher ou de passer du côté droit de tout musulman. Les Juifs devaient passer uniquement du côté gauche de tous les musulmans. Ils ont également demandé au roi qu'un Juif soit interdit par un édit de lever la voix contre un musulman, mais de se comporter avec humilité et contrition, et que les contrevenants soient punis de flagellation.
L'Exil de Mawzaʻ a entraîné des changements démographiques ressentis dans tout le Yémen. À Sanaa, pour distinguer les habitants originaux des nouveaux arrivants juifs migrants, tous ceux qui ont choisi de résider dans le nouveau Quartier Juif nouvellement construit se sont vu attribuer des noms de famille, chacun selon le lieu d'où il a été exilé, de sorte qu'un homme originaire du district de Sharʻab était appelé untel, al-Sharʻabi, ou celui qui venait du village de Maswar était appelé untel, al-Maswari. Dans les mots du chroniqueur juif qui a écrit Dofi Hazeman (Les Vicissitudes du Temps), étant l'un des premiers récits juifs de l'expulsion (initialement compilé par Yaḥyā ben Judah Ṣa'di en 1725) et qui a depuis subi plusieurs révisions par des chroniqueurs ultérieurs, nous lisons le témoignage suivant :

« Il (c'est-à-dire le roi) ordonna alors de donner une autorisation aux Juifs de retourner dans le pays et de construire pour eux-mêmes des tentes, bien qu'elles soient séparées des maisons des musulmans afin qu'ils ne les souillent pas. Ceux qui avaient été bannis vinrent alors de la Tihama, revenant de Mawzaʻ; un homme d'une ville et deux d'une famille, car la plupart d'entre eux avaient été consumés par la terre de la Tihama qui ôte la vie. Il n'en restait plus aucun d'eux, sauf dix personnes pour chaque cent (qui avaient été chassées en exil), alors que la majorité d'entre eux ne sont pas revenus pour s'installer dans leur ancien lieu, mais se sont dispersés dans tous les districts du Yémen. Cela, à l'exception de la famille des Lévites, dont la plupart sont revenus et se sont installés dans leur [ancien] lieu. Maintenant, leur lieu de résidence allait de la ville de ash-Sharafah, à l'est de Wadi al-Sirr, s'étendant jusqu'à la ville d'al-'Arus, qui se trouve dans la région de Kawkaban, à une journée et demie de marche ; ainsi que la largeur de la ville de Ṣan'ā', s'étendant jusqu'à l'extrémité de la terre d'Arḥab, étant également à une journée et demie de marche. Ceux-ci remontent leur lignée à Sasson le Lévite, leur ancêtre, étant donné qu'il y avait une loi pour les premiers Juifs du Yémen pour que chaque famille habite séparément ; la famille des prêtres (Cohenim) d'un côté avec leurs terrains de sépulture, ainsi que la famille des Lévites et les Israélites, chacun habitant séparément dans leurs villes et avec leurs propres terrains de sépulture. Jusqu'à ce jour, ces Lévites habitent séparément dans ces districts susmentionnés, bien qu'un petit nombre d'Israélites soient récemment arrivés pour habiter parmi eux. Dans chaque endroit, les païens leur ont accordé une parcelle de terrain, à titre de location, afin qu'ils puissent construire des abris où vivre, séparés d'eux, sachant que leurs ennemis avaient déjà pris leurs propres villes, maisons, vignobles et champs. Ainsi, ils étaient heureux de vivre avec eux et de s'occuper des divers domaines de travail, selon leurs compétences diverses, afin qu'ils puissent trouver là de quoi se sustenter : parmi eux, ceux qui enduisaient de terre, et ceux qui écrasaient le calcaire, et ceux qui étaient potiers, et certains qui étaient artisans du bois, et d'autres orfèvres, tandis que d'autres étaient forgerons et certains qui étaient marchands ; Il y avait encore d'autres qui étaient coursiers, certains qui étaient tisserands, d'autres tailleurs, et certains qui étaient versés dans les questions prophylactiques ; d'autres qui étaient médecins, et d'autres qui taillaient la surface des meules, et certains d'entre eux qui étaient porteurs. Leur magnanimité ne leur permettait pas de rester simplement oisifs. »

L'explorateur allemand Carsten Niebuhr a visité le quartier juif de Sanaa en 1763 lors d'une expédition danoise (en), environ quatre-vingt-trois ans après le retour de la communauté à Sanaa. Il a estimé leur nombre à seulement deux mille. Ceux-ci avaient construit, jusqu'en 1761, quatorze synagogues dans le nouveau quartier juif. En 1902, avant que la famine de 1905 ne décime plus de la moitié de la population juive de la ville, l'explorateur allemand Hermann Burchardt (en) a estimé la population juive de Sanaa à quelque six à huit mille personnes. G. Wyman Bury, qui a visité le quartier juif de Sanaa en 1905, a noté une baisse de la population de la ville depuis 1891, estimée à 50 000 personnes (Juifs et musulmans confondus), à seulement environ 20 000 personnes en 1905. En 1934, lorsque Carl Rathjens (en) a visité Sanaa, la population juive de la ville avait gonflé à environ sept mille.

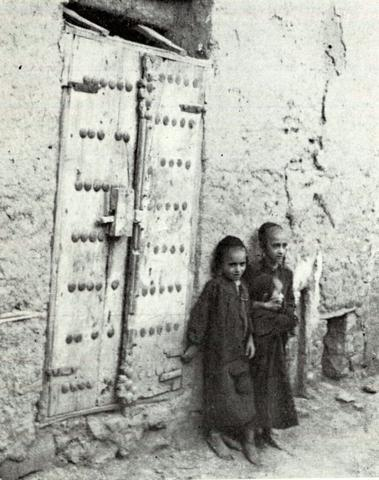
Trois jeunes garçons juifs se tenant dans le quartier juif de Sanaa - vers 1938

## Destin de l'Ancienne Synagogue
L'une des conséquences du décret notoire du roi a été que les biens juifs sont passés entre les mains des musulmans. Un bain public juif à Sanaa a été abandonné et est passé sous la propriété du Waqf musulman. De même, l'ancienne synagogue célèbre située dans la ville fortifiée de Sanaa, connue sous le nom de Kenisat al-'Ulamā (la synagogue des sages), a été transformée en mosquée et appelée Masjid al-Jalā - la mosquée de l'expulsion, ou "de ceux qui ont été bannis". Sur la frise (en arabe : ṭiraz) de la Masjid al-Jalā étaient inscrites des paroles avec des invectives, en plâtre de gypse (en arabe : al-juṣ) :

« Notre roi, al-Mahdi, est le soleil de la guidance religieuse, même Aḥmad, le petit-fils de celui qui est monté au pouvoir, al-Qasim. À lui sont attribuées des dignités, telles qu'elles n'ont été accordées auparavant à aucun autre, même en partie. S'il n'avait rien fait d'autre que bannir les Juifs de Ṣan'ā', qui sont la "lie" du monde, et transformer leur lieu vénérable (en arabe : bi'ah = synagogue) en mosquée, pour se prosterner devant Dieu ou se tenir debout [devant Lui dans la prière], par ce décret, il aurait quand même été le plus triomphant. Maintenant, le moment de cet événement a coïncidé avec la date qui est [allusive] dans ghānim [victorieux]"; Ghānim = (arabe : غانم), la valeur numérique des lettres de ce mot correspond à A.H. 1091 = 1680 CE). »

Rabbi Amram Qorah (en) rapporte brièvement l'histoire de ladite mosquée, tirée d'un livre initialement rédigé en arabe et intitulé : Liste des mosquées de Sanaa. On y trouve une description vivante des événements qui se sont déroulés cette année fatidique, et qui se lit comme suit : "Parmi les mosquées construites à proximité d'al-Sā'ilah, au nord du chemin qui mène d'al-Sā'ilah à al-Quzālī, et la mosquée [connue sous le nom de] Ben al-Ḥussein construite par l'Imam de la dynastie Qasimid, le fils de Muhammad (c'est-à-dire al-Mahdi Ahmad b. al-Ḥasan b. al-Qasim b. Muhammad), en l'an A.H. 1091 (= 1679 de l'ère chrétienne) dans la synagogue du quartier juif, qui les a bannis de Sanaa et les a déplacés vers un lieu qui leur convenait, [un lieu] maintenant connu sous le nom de Qāʻ al-Yahud à l'ouest de Sanaa, comme l'a suggéré le juge érudit, Muhammad b. Ibrahim al-Suḥuli, etc." Rabbi Amram Qorah procède ensuite à la citation des mots ou du panégyrique inscrit sur le frise de la mosquée en vers rimés (voir : supra), qui semble avoir été composé par ledit juge, dans lequel il décrit les exploits du roi qui a banni les Juifs et qui a converti leur synagogue en mosquée.
Dans le même ouvrage, Rabbi Amram Qorah rapporte le récit des événements de Rabbi Pinheas ben Gad Hacohen, dont le témoignage a été trouvé écrit dans la marge de la première page d'un livre de prières (Siddur) datant de 1710 :

« Maintenant, je vais vous informer, mes frères, de ce qui nous est arrivé à cette époque, depuis le début de l'année 1 990 de l'ère séleucide (1678 de l'ère commune) et en 1 991 (1679 de l'ère commune), comment le roi a promulgué un décret et a démoli toutes les synagogues de toutes les villes du Yémen, et certains des livres et écrits sacrés ont été profanés par les mains des païens, à cause de nos grandes iniquités, de sorte que nous ne pouvions plus faire nos prières [publiques], sauf seulement très peu d'hommes secrètement dans leurs maisons. Ensuite, le roi a promulgué un décret contre les Juifs pour les expulser dans le désert de Mawzaʻ, alors qu'ils ont aussi démoli leurs maisons. Cependant, il y en avait certains qui ont réussi à vendre leur maison ; ce qui valait mille pièces d'or, ils l'ont vendu pour cent, et ce qui valait cent pièces d'or, ils l'ont vendu pour dix. Ainsi, par ces choses, nous étions pour un reproche parmi les nations, qui cherchaient continuellement des moyens de nous faire changer [de religion], ô Dieu nous en préserve ! Alors, tous les exilés d'Israël se sont levés et ont mis de côté leurs biens les plus aimés et précieux comme moyen de sanctifier le nom de Dieu, béni soit-Il, y compris leurs champs et leurs vignobles, et se sont livrés en martyrs pour le nom de Dieu, béni soit-Il. Et si quelqu'un devait aller sur le marché, il ne pouvait éviter d'être l'objet de haine et de mépris, alors qu'il y en avait même qui l'attaquaient ou l'appelaient par des insultes, de sorte qu'il était accompli en cette génération, notre génération, l'écriture qui dit, Qui suscitera Jacob, car il est trop faible (Amos 7: 2, 5) pour supporter toutes les afflictions. De même, il y avait accompli en nous à cause de nos iniquités l'écriture qui dit, Et j'enverrai une faiblesse dans leurs cœurs (Lev. 26:36). Pourtant, le Nom divin, béni soit-Il, nous donne la force de supporter tous ces troubles et épreuves chaque jour. »

## Les témoignages préservés en poésie
Un autre homme ayant été témoin de ces événements, Shalem 'Ashri, a également écrit un poème suppliant sur les événements de cette année-là - l'exil de Mawzaʻ, désormais préservé dans le Diwān yéménite, lequel poème est destiné à être chanté comme une lente complainte par une ou, au maximum, deux personnes, qui sont ensuite répondues par d'autres présents. Il est chanté sans l'accompagnement d'instruments de musique, bien qu'un tambour en étain soit parfois utilisé, selon ce qui est habituel et approprié pour le nashid (une réponse). Son propre nom est écrit sous forme acrostiche dans les premières lettres de chaque strophe :
Dans le poème suivant du sous-genre connu sous le nom de qiṣṣa (récit poétique), composé principalement en arabe judéo avec seulement deux strophes écrites en hébreu, l'auteur donne un long témoignage sur les événements survenus pendant cette année d'exil. Le poème est intitulé Waṣalnā hātif al-alḥān - "Les nouvelles nous sont parvenues", et est l'œuvre du célèbre poète Shalom Shabazi, qui fut témoin de ces événements et dont le nom est inscrit dans le poème en acrostiche. Cependant, la rime a été perdue dans la traduction :
Un autre témoignage de ces événements, composé ici en vers poétiques (bien que la rime ait été perdue dans la traduction), est le poème composé par Sālim ben Sa'īd, en arabe judéo. Le poème est écrit comme un nashid et est intitulé, 'Ibda' birrub al-'arsh (Je commencerai en m'adressant à Celui qui est sur le trône) :

## Témoignage de Jacob Saphir
En 1859, le Juif lituanien Jacob Saphir visita la communauté juive du Yémen, moins de 200 ans après l'Exil de Mawza', mais entendit encore des récits vivants des habitants sur les événements survenus à leurs ancêtres lors de cet événement fatal. Plus tard, il en fit un compte rendu écrit dans son œuvre ethnographique monumentale, Iben Safir. L'intégralité du compte rendu est donnée ici (traduit de l'hébreu original) :